# 킹덤 컴 (독일의 밴드)
킹덤 컴(영어: Kingdom Come)은 1987년에 결성된 독일 및 미국 기반 하드 록 밴드다. 이 밴드는 원래 레니 울프가 프런트맨이었으며, 2016년에 활동을 중단했다. 밴드 역사를 통틀어 킹덤 컴 멤버가 꾸준히 있었던 것은 아니다. 레니 울프는 2018년에 키스 세인트 존으로 교체되었고, 그는 2024년에 이지키얼 "지크" 캐플런이 그를 대체할 때까지 남았다. 제임스 코택은 같은 해 1월에 사망할 때까지 남았고 맷 머클로 교체되었다. 이 밴드의 1988년 데뷔 앨범 "Kingdom Come"은 지금까지 그들의 가장 국제적으로 인기 있고 가장 많이 팔린 음반이며 히트곡 "Get It On" 이 수록되어 있다.